# قصر بينانج بيراناكان
متحف قصر بينانج بيراناكان (بالإنجليزية: Pinang Peranakan Mansion)‏ هو متحف خاص بتراث وثقافة جماعة البيراناكان في بينانج ويُعد مزارًا سياحيًا يستقطب السياح في كافة أرجاء ماليزيا. يُقدم لمحة عن نمط حياتهم وعاداتهم وتقاليدهم. يقع المتحف داخل قصر مُميز أخضر اللون يعود إلى القرن التاسع عشر. ويعرض أكثر من ألف قطعة من تحف ومُقتنيات تلك الحقبة، إضافة إلى القطع التي استخدموها في حياتهم اليومية آنذاك. كان بمثابة مقر إقامة رجل الأعمال الصيني تشونغ كنغ كوي.